# Елис Реджина
Елис Реджина Карвало Коста (португ. произношение: [eˈlis ʁeˈʒinɐ]; Порто Алегре, 17 март 1945 – Сао Пауло, 19 януари 1982), популярна като Елис Реджина, е бразилска певица в стил popular и джаз.
Преди преждевременната ѝ смърт на 36 години тя е много популярна в Бразилия и в цял свят със своя великолепен вокал. Става известна през 1965 година с песента си „Arrastão“ (композирана от Еду Лобо). Елис се откроява със своя глас, както и с личната си интерпретация на песента и поставянето ѝ на сцена. Записва няколко успешни композиции, сред които „Como nossos pais“, „Upa Neguinho“, „Madalena“, „Casa no Campo“, „Águas de Março“.
English: Furacão Elis by Regina Echeverria –English translation Robert St-Louis Архив на оригинала от 2012-04-25 в Wayback Machine.

Chronology of Elis' life: Chronology

## Дискография
- 1961: Viva a Brotolândia (първи албум, записан на 16 години през 1961)
- 1962: Poema de Amor
- 1963: Ellis Regina
- 1963: O Bem do Amor
- 1965: Dois na Bossa
- 1965: O Fino do Fino
- 1965: Samba, Eu Canto Assim!
- 1966: Dois na Bossa nº2
- 1966: Elis
- 1967: Dois na Bossa nº3
- 1968: Elis Especial
- 1969: Elis, Como & Porque
- 1969: Elis Regina in London
- 1969: Honeysuckle Rose Aquarela Do Brasil – Elis Regina & Toots Thielemans
- 1970: Em Pleno Verão
- 1970: Elis no Teatro da Praia com Miele & Bôscoli
- 1971: Ela
- 1972: Elis
- 1973: Elis - no 2
- 1973: Elis
- 1974: Elis
- 1974: Elis & Tom
- 1976: Falso Brilhante
- 1977: Elis
- 1978: Transversal do Tempo (live)
- 1978: Vento de Maio
- 1979: Essa Mulher
- 1979: Elis Especial
- 1980: Saudades do Brasil
- 1980: Elis
- 1982: Montreux Jazz Festival 1979, with Hermeto Pascoal (16 tracks)
- 1982: Trem Azul (live) – a bootleg of her final live recording.
- 1984: Luz das Estrelas
- 1987: Personalidade (compilation)
- 1994: Elis Regina no Fino da Bossa (live)
- 1994: Dose Dupla-Elis Regina (digital compilation of her first 2 recordings from 1961 and 1962)
- 1995: Elis ao Vivo (live)
- 2001: Sucessos Inesquecíveis de Elis Regina (5 cd box set compilation)
- 2002: 20 Anos de Saudade (compilation)
- 2004: Little Pepper: The Definitive Collection (compilation)
- 2005: Elis Regina: MPB Especial 1973 – black and white DVD released in 2005 (TV show)
- 2006: Elis Regina Carvalho Costa
- 2006: Elis full color 3 DVD box set
- 2006: Por Toda a Minha Vida
- 2006: Pérolas Raras
- 2012: Um Dia